# Bernhard Emde
Bernhard Emde (6 de Dezembro de 1917 - 10 de abril de 1996) foi um comandante de U-Boot que serviu na Kriegsmarine durante a Segunda Guerra Mundial.